# 綦村镇
綦村镇，是中华人民共和国河北省邢台市沙河市下辖的一个乡镇级行政单位。

## 行政区划
綦村镇下辖以下地区：
綦村、东苏庄村、西苏庄村、岗冶村、张峪村、西九家村、赵册村、后坡村、綦阳村、西毛村、朱庄村、纸房村、峪里村、孔庄村、黑硇村、称弯村、西南沟村和西左村。